# Neterka
Neterka (također Nečerka, "božja duša"; neter = "bog", ka = "duša") je prema Manetonu bio jedan od faraona 2. dinastije, nasljednik Sendžija i prethodnik Neferkaraa.